# Elecciones a la Asamblea Nacional Constituyente de Costa Rica de 1948
Las elecciones de diputados a la Asamblea Nacional Constituyente de Costa Rica de 1948 fueron el primer llamado a las urnas desde el final de la breve pero dramática Guerra Civil de 1948, y tenían como fin redactar una nueva Constitución. Fueron convocadas por la Junta Fundadora de la Segunda República que ejercía el gobierno de manera provisoria, y se realizaron el 8 de diciembre de 1948. El total de cargos a elegir era de 45 diputados constituyentes propietarios y 15 suplentes. El Tribunal Nacional Electoral hizo la declaratoria oficial de los elegidos el 8 de enero de 1949. 
La Asamblea redactó con éxito la Constitución Política de Costa Rica de 1949 que se encuentra aún vigente. 

## Proceso electoral
La Junta Fundadora de la Segunda República convocó a las elecciones para el 8 de diciembre de 1948 como había sido acordado por el Pacto Ulate-Figueres. Las mujeres no podían votar ni ser electas, a pesar de que casualmente la Constituyente les otorgaría el sufragio femenino que aplicó para las elecciones de 1953. Se calcula que hubo aproximadamente un 50% de abstencionismo, probablemente producto de que calderonistas y comunistas no podían participar electoralmente pues sus partidos estaban proscritos y sus líderes en el exilio.
Los partidos presentaron listas nacionales y no provinciales como era regla antes y después en las elecciones parlamentarias.

## Partidos participantes
Participaron los partidos Unión Nacional, Constitucional, Social Demócrata, Confraternidad Nacional, Movimiento Republicano Popular, Acción Cívica y Liberal. 
El triunfo fue para el Partido Unión Nacional de Ulate que consiguió una amplia mayoría con 34 escaños.
El Partido Constitucional se fundó casi exclusivamente para efectos de participar en la Constittuyente y se gestó en el bufete del abogado Celso Gamboa Rodríguez. Todos sus candidatos eran juristas de reconocida tratectoria. El partido intentó señalarse como una fuerza política independiente separada del figuerismo, representado por los socialdemócratas, y del ulatismo representado por Unión Nacional. Esto causó que el partido fuera acusado de "calderonista", cosa que sus dirigentes negaron, aunque se especula que es muy probable que los calderonistas votaran por dicho partido ya que su propio partido estaba proscrito en ese momento, sin embargo, el propio expresidente Calderón, en el exilio, llamó a sus seguidores a abstenerse de votar. El caso es que si recibió el apoyo de los calderonistas podría explicar su éxito numérico a pesar de haber sido fundado a destiempo (incluso cuando la fecha de inscripción se había vencido, y el presidente Otilio Ulate intercedió ante la Junta Electoral para que extendiera el plazo permitiéndoles participar).
Otras fuerzas participantes fueron el Partido Social Demócrata, predecesor del Partido Liberación Nacional y afín a Figueres, que buscaba defender las conquistas sociales hechas por las reformas de Figueres durante su presidencia interina. Si bien su bancada fue pequeña, el peso intelectual de algunos de sus miembros, como Rodrigo Facio Brenes, impregnó buena parte de las discusiones. También fue miembro de esa bancada el futuro presidente de la República Luis Alberto Monge que, con 23 años, fue el constituyente más joven. Finalmente, Confraternidad Guanacasteca coloca a su líder el Dr. Francisco Vargas Vargas, más por la figura popular de Vargas que por el peso del partido.
En cuanto a los partidos que no obtuvieron diputados, el partido Acción Cívica postulo al Dr. Antonio Facio, a Carlos Caamaño Reyes, Alfredo Hernández Volio y Luis Barahona Jiménez, entre otros. El Movimiento Republicano Popular postuló a Eugenio Jiménez Sancho (hijo de Carlos María Jiménez Ortiz, conocido político costarricense). Mientras que Víctor Guardia Quirós, Rafael Obregón Loría, Arturo Volio Guardia y Rafael Cortés Chacón fueron los candidatos del Partido Liberal.

## Resultados
| Partido político | Partido político               | Votos obtenidos | Diputados propietarios | Diputados supletes |
| ---------------- | ------------------------------ | --------------- | ---------------------- | ------------------ |
|                  | Partido Unión Nacional         | 62300           | 34                     | 11                 |
|                  | Partido Constitucional         | 10815           | 6                      | 2                  |
|                  | Partido Social Demócrata       | 64115           | 4                      | 2                  |
|                  | Confraternidad Nacional        | 64115           | 1                      | 0                  |
|                  | Acción Cívica                  | 844             | 0                      | 0                  |
|                  | Movimiento Republicano Popular | 749             | 0                      | 0                  |
|                  | Liberal                        | 448             | 0                      | 0                  |